# Zamach stanu na Litwie (1926)

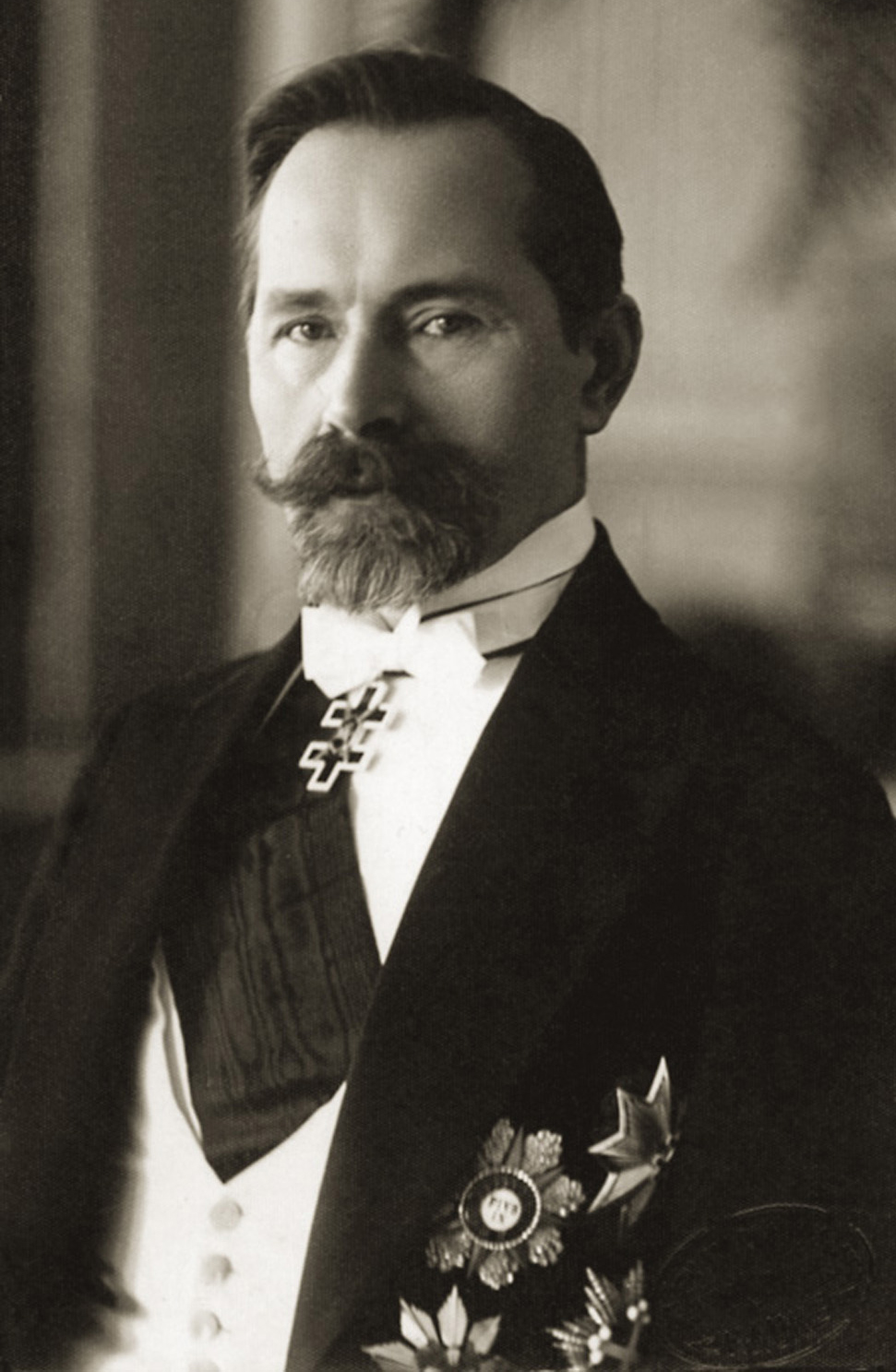
Antanas Smetona

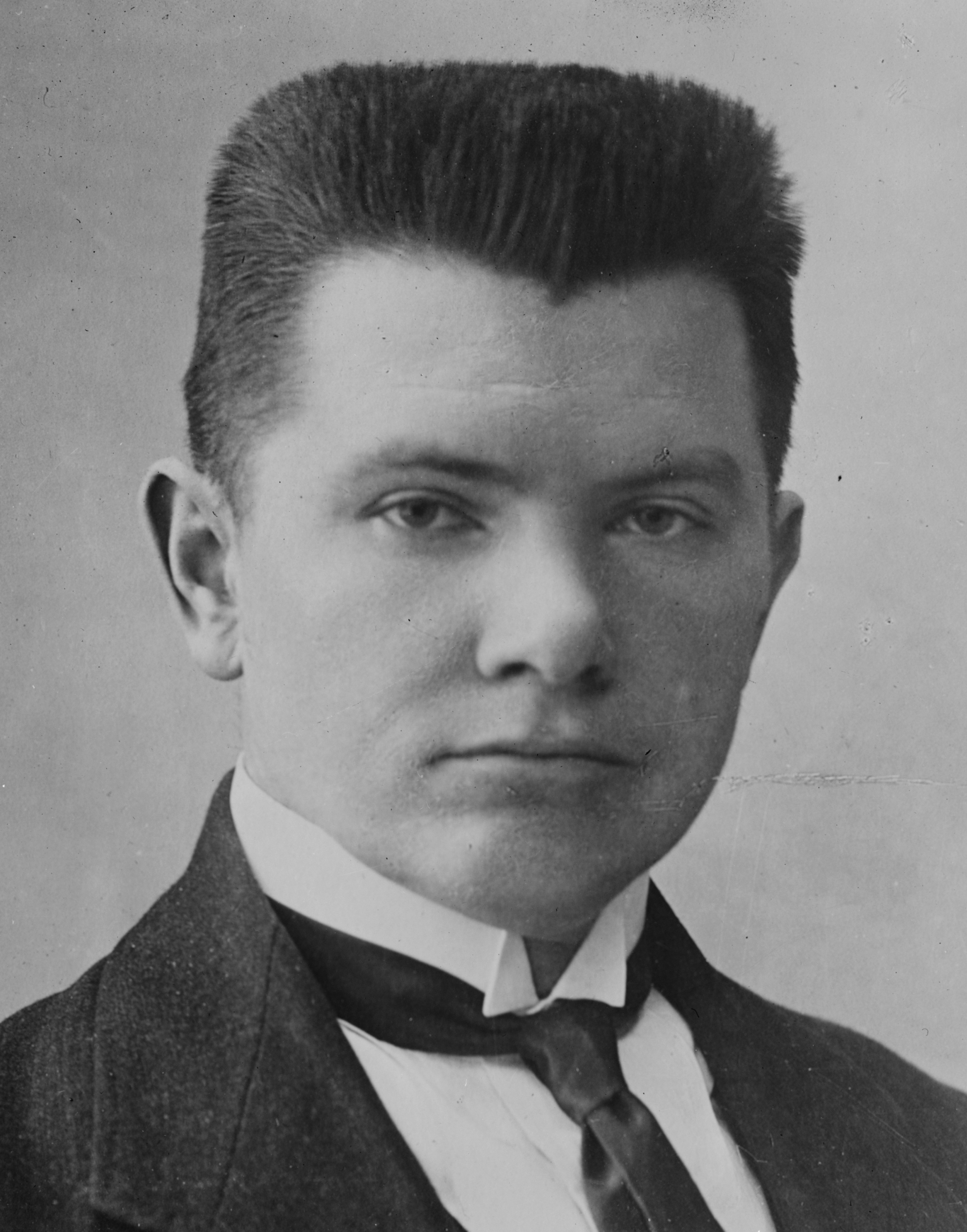
Augustinas Voldemaras

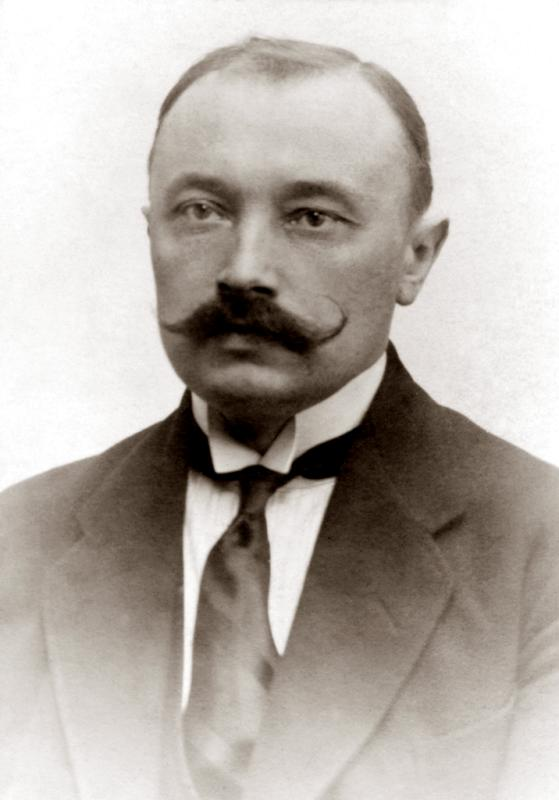
Mykolas Sleževičius

Zamach stanu na Litwie – przeprowadzony 17 grudnia 1926 roku zamach wojskowy na rząd Mykolasa Sleževičiusa i zastąpienie go rządem Augustinasa Voldemarasa. Po przewrocie władza na Litwie do końca jej niepodległości (1940) była sprawowana przez Antanasa Smetonę, który został wybrany na prezydenta oraz jego partię, Związek Litewskich Narodowców. W 1926 roku partia chrześcijańskich demokratów zdobyła tylko 3 mandaty w wyborach parlamentarnych.

## Tło
Po III rozbiorze Polski Litwa wchodziła w skład Imperium Rosyjskiego od 1795 roku. Podczas drugiej fazy I wojny światowej armia niemiecka opanowała obszar Litwy. 16 lutego 1918 Litwa ogłosiła niepodległość. Następne dwa lata upłynęły pod znakiem wojen o niepodległość. Opóźniło to międzynarodowe uznanie i ustanowienie instytucji politycznych. Nowo utworzona armia walczyła przeciwko bolszewikom i Polsce. W październiku 1920 roku oddziały Żeligowskiego opanowały Wilno, czyniąc je stolicą Litwy Środkowej, a w 1922, po plebiscycie wśród ludności rejonu wileńskiego, cały ten rejon przyłączył się do państwa polskiego. Ponieważ Wilno było historyczną stolicą Litwy oraz w momencie zdeklarowania niepodległości przez Litwę w 1918 r. zostało uznane za stolicę nowego państwa, to włączenie Wilna do Polski stało się źródłem stałego napięcia między dwoma państwami w okresie międzywojennym. Po włączeniu Wilna do Polski stolicą Litwy zostało największe miasto nowego państwa – Kowno.
Zgromadzenie Ustawodawcze Litwy, wybrane w kwietniu 1920 r. w sierpniu 1922 uchwaliło konstytucję. Pierwsze wybory do Sejmu odbyły się w październiku 1922 roku. Najbardziej sporną kwestią konstytucyjną była rola prezydenta. Ostatecznie, kompetencje rządu były mocno ograniczone na rzecz jednoizbowego parlamentu (Sejmu). Członkowie Sejmu zostali wybrani przez obywateli na trzyletnią kadencję. Każdy nowy Sejm wybierał bezpośrednio prezydenta, który został upoważniony do mianowania premiera. Premier potwierdzał wybór ministrów. Kadencję prezydenta została ograniczona do dwóch trzyletnich kadencji z rzędu. System parlamentarny okazał się niestabilny: od listopada 1918 do grudnia 1926 powstało jedenaście rządów.
Główne podmioty polityczne w czasie zamachu przez kilka pierwszych lat działały w ruchu niepodległościowym. Antanas Smetona był pierwszym prezydentem Litwy od kwietnia 1919 r. do czerwca 1920 roku, a następnie wycofał się z życia politycznego, mimo że publikował krytyczne opinie, które przyczyniły się do jego krótkiego pobytu w więzieniu w 1923 roku. Augustinas Voldemaras reprezentował Litwę przy podpisaniu traktatu brzeskiego w 1918 roku, a następnie pełnił funkcję premiera, ministra obrony i ministra spraw zagranicznych. Zrezygnował w 1920 roku, choć nadal pisał i publikował opinie polityczne, za które także został skazany na krótki pobyt w więzieniu. Kazys Grinius był po I wojnie światowej przewodniczącym komisji repatriacji, później premierem oraz posłem pierwszej i drugiej kadencji Sejmu. Mykolas Sleževičius był premierem w 1918 i 1919 roku, nadzorował organizację litewskich sił zbrojnych w 1920 roku i został członkiem drugiej Sejmu w latach 1922 i 1926.

## Wybory parlamentarne 1926
W dniach 8-10 maja 1926 roku, wybrano Sejm Republiki Litewskiej III kadencji. Był to ostatni demokratyczny parlament w dziejach przedwojennej Litwy. Wyborcy mieli za zadanie wybrać 85 posłów do nowego sejmu – zwiększenie ich liczby było spowodowane przyłączeniem do Litwy w 1923 roku Kraju Kłajpedy. Wybory wygrali popierani przez duchownych Litewscy Chrześcijańscy Demokraci.
Litwini byli rozczarowani rządami partii, ponieważ jej członkowie byli zaangażowani w kilka skandali finansowych. Strategie walki z kryzysem gospodarczym były postrzegane jako nieskuteczne. Dodatkowe napięcia powstały podczas ratyfikacji konkordatu z 1925 r. Watykan uznał jednostronnie Wilno jako kościelną prowincję polską pomimo prośby strony litewskiej.
| Partia                              | Mandaty |
| ----------------------------------- | ------- |
| Blok Chrześcijańsko-Demokratyczny   | 30      |
| Litewski Ludowy Związek Chłopski    | 22      |
| Litewska Partia Socjaldemokratyczna | 15      |
| Kłajpedzianie                       | 5       |
| Polacy                              | 4       |
| Żydzi                               | 3       |
| Związek Litewskich Narodowców       | 3       |
| Litewska Partia Rolników            | 2       |
| Niemcy                              | 1       |
| Razem                               | 85      |